# Арманда, Адам
Адам Арманда (хорв. Adam Armanda; 18 октября 1898, Мошченичка-Драга, Приморско-Горанская жупания — 1 марта 1958, Загреб) — югославский инженер и университетский преподаватель. Перед началом Второй мировой войны он спроектировал около десятка кораблей для ВМС Югославии.

## Биография
Адам Арманда родился в 1898 году в портовом городе на северо-западе Хорватии. Окончив в самый разгар Первой мировой войны одну из гимназий в Сушаке, Адам был вынужден переехать в Загреб, из-за вхождения в его родной регион итальянских войск. В хорватской столице Арманда поступил на судостроительное отделение Высшей технической школы, учёбу на котором он окончил в 1926 году. Через год он в качестве военного инженера поступил на службу в Королевские военно-морские силы Югославии, в составе которых он принял участие в проектировании таких кораблей как: «Adriatic», «Knin», «Korcula», «Lopud», «Ljubljana», «Šipan», «Rab», «Ramb III», «Vardar» и «Zagreb». Закончив в 1939 году работу над большей частью проектов новых кораблей, он перебрался в черногорский Тиват для того, чтобы занять пост главы судостроительного отдела местного Морского арсенала, но в 1940 году был вынужден вернуться в Хорватию из-за привлечения его к работам по поднятию на поверхность эсминца «Ljubljana», частично затонувшего на испытаниях близ Шибеника.
Вторжение в Югославию в 1941 году Адам Арманда встретил в городе Сплит, в качестве безработного, однако уже спустя два года ему доверили пост главы технической службы военно-морских сил НОАЮ. На новом посту ему довелось руководить строительством технических станций в провинции Бари, после капитуляции Италии в сентябре 1943 года. После войны Арманда остался на службе, продолжив занимать различные руководящие должности в инженерно-техническом отделе ВМС Югославии, пока в 1947 году командование не издало приказ о его демобилизации в ранге морского капитана. В том же году вернувшись в Загреб, Арманда занял пост профессора на кафедре судостроения Технического факультета Загребского университета, где продолжал работать вплоть до своей смерти в 1958 году.